# Saint-Didier-sous-Aubenas
Saint-Didier-sous-Aubenas est une commune française située dans le département de l'Ardèche, en région Auvergne-Rhône-Alpes.

## Géographie

### Situation et description
Située à l'est d'Aubenas, Saint-Didier-sous-Aubenas est accessible par la RN 102. La commune est arrosée par l'Ardèche.

### Climat
Pour des articles plus généraux, voir Climat d'Auvergne-Rhône-Alpes et Climat de l'Ardèche.
En 2010, le climat de la commune est de type climat méditerranéen altéré, selon une étude du CNRS s'appuyant sur une série de données couvrant la période 1971-2000. En 2020, Météo-France publie une typologie des climats de la France métropolitaine dans laquelle la commune est exposée à un climat de montagne ou de marges de montagne et est dans la région climatique Provence, Languedoc-Roussillon, caractérisée par une pluviométrie faible en été, un très bon ensoleillement (2 600 h/an), un été chaud (21,5 °C), un air très sec en été, sec en toutes saisons, des vents forts (fréquence de 40 à 50 % de vents > 5 m/s) et peu de brouillards.
Pour la période 1971-2000, la température annuelle moyenne est de 12,9 °C, avec une amplitude thermique annuelle de 17,8 °C. Le cumul annuel moyen de précipitations est de 1 001 mm, avec 7,3 jours de précipitations en janvier et 4,4 jours en juillet. Pour la période 1991-2020, la température moyenne annuelle observée sur la station météorologique de Météo-France la plus proche, « Aubenas Sa », sur la commune d'Aubenas à 2 km à vol d'oiseau, est de 13,8 °C et le cumul annuel moyen de précipitations est de 1 061,4 mm,. Pour l'avenir, les paramètres climatiques de la commune estimés pour 2050 selon différents scénarios d'émission de gaz à effet de serre sont consultables sur un site dédié publié par Météo-France en novembre 2022.

### Hydrographie
Le territoire communal est longé par l'Ardèche, affluent droit du Rhône de 125,1 km de longueur, qui a donné son nom au département où est implanté la commune.

### Voies de communication
Le territoire communal est traversé par la route nationale 102 (RN 102) qui relie l'autoroute A75 à la RN 7 et l'A7, à Montélimar et de l'ancien route nationale 107 devenue RD 107 et qui relie  Florac à Nîmes.

## Urbanisme

### Typologie
Au 1er janvier 2024, Saint-Didier-sous-Aubenas est catégorisée ceinture urbaine, selon la nouvelle grille communale de densité à 7 niveaux définie par l'Insee en 2022.
Elle appartient à l'unité urbaine d'Aubenas, une agglomération intra-départementale dont elle est une commune de la banlieue,. Par ailleurs la commune fait partie de l'aire d'attraction d'Aubenas, dont elle est une commune du pôle principal,. Cette aire, qui regroupe 68 communes, est catégorisée dans les aires de 50 000 à moins de 200 000 habitants,.

### Occupation des sols
L'occupation des sols de la commune, telle qu'elle ressort de la base de données européenne d’occupation biophysique des sols Corine Land Cover (CLC), est marquée par l'importance des territoires agricoles (49,7 % en 2018), en diminution par rapport à 1990 (58,9 %). La répartition détaillée en 2018 est la suivante : zones agricoles hétérogènes (43,3 %), zones urbanisées (23,7 %), forêts (14,4 %), milieux à végétation arbustive et/ou herbacée (7,9 %), cultures permanentes (6,4 %), zones industrielles ou commerciales et réseaux de communication (4,4 %).
L'évolution de l’occupation des sols de la commune et de ses infrastructures peut être observée sur les différentes représentations cartographiques du territoire : la carte de Cassini (XVIIIe siècle), la carte d'état-major (1820-1866) et les cartes ou photos aériennes de l'IGN pour la période actuelle (1950 à aujourd'hui).

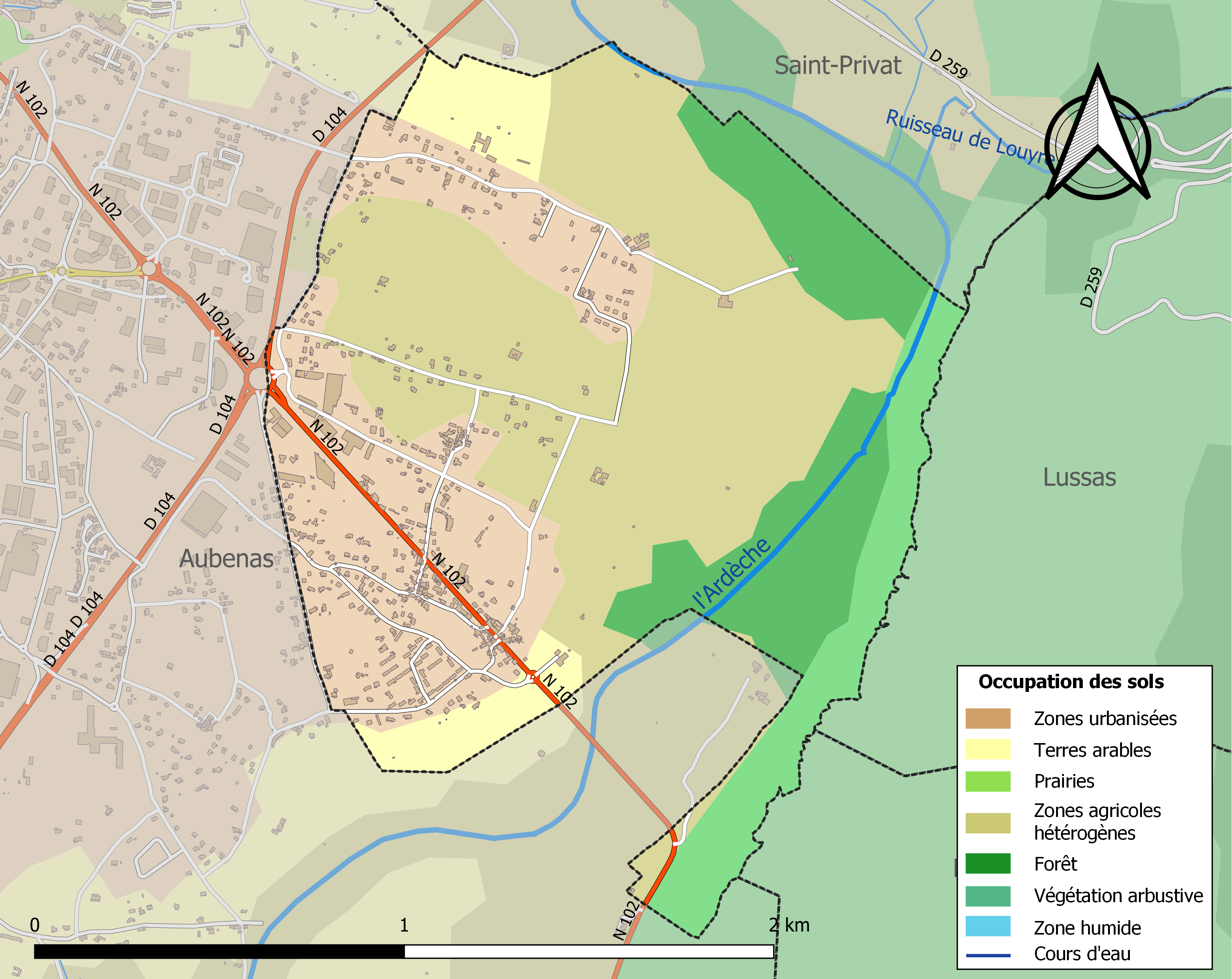
Carte des infrastructures et de l'occupation des sols de la commune en 2018 (CLC).

### Risques naturels

#### Risques sismiques
L'ensemble du territoire de la commune de Saint-Didier-sous-Aubenas est situé en zone de sismicité no 2 (sur une échelle de 5), comme la plupart des communes situées sur le plateau et la montagne ardéchoise, mais en bordure occidentale de la zone no 3 qui correspond à l'est du département et à la vallée du Rhône.
| Type de zone | Niveau           | Définitions (bâtiment à risque normal) |
| ------------ | ---------------- | -------------------------------------- |
| Zone 2       | Sismicité faible | accélération = 1,1 m/s2                |

#### Autres risques
La commune de Saint-Didier-Sous-Aubenas est soumise à un risque fort de crue de l'Ardèche,.

### Administration municipale

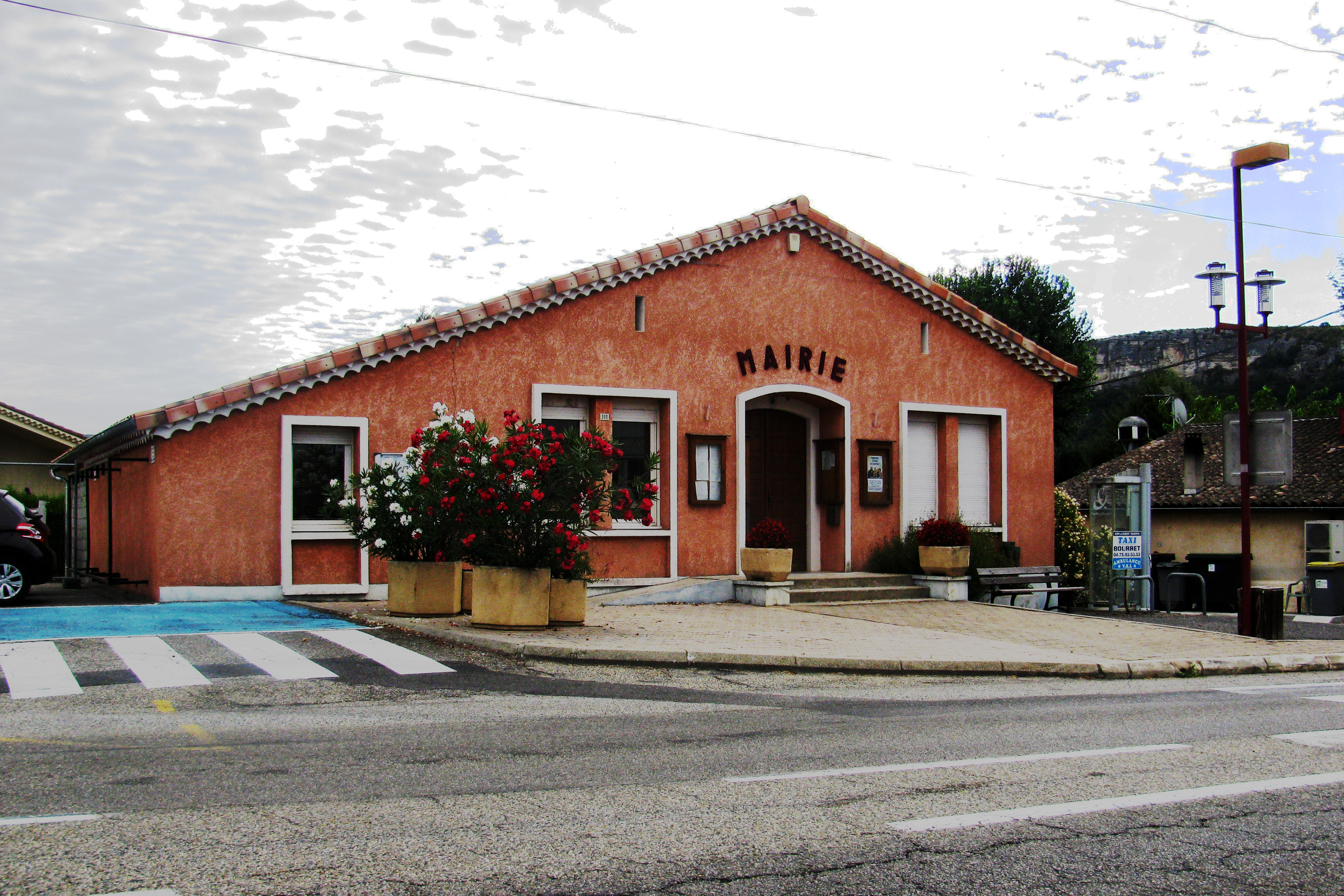
La mairie.

## Politique et administration

### Liste des maires
| Période                                  | Période                   | Identité            | Étiquette | Qualité       |
| ---------------------------------------- | ------------------------- | ------------------- | --------- | ------------- |
| Les données manquantes sont à compléter. |                           |                     |           |               |
| 1942                                     | 1951                      | Augustave Vincent   |           |               |
| 1951                                     | 1953                      | Auguste Saunier     |           |               |
| 1953                                     | 1961                      | Félix Plantevin     |           |               |
| 1961                                     | 1993                      | Paul Nevissas       |           |               |
| 1993                                     | 1995                      | Régis Pansier       |           |               |
| 1995                                     | 2000                      | Marius Deydier      |           |               |
| mars 2001                                | mars 2008                 | Jean Mely           |           |               |
| mars 2008                                | En cours (au 6 août 2020) | Richard Massebeuf , | Droite    | Fonctionnaire |

### Intercommunalité
La commune de Saint-Didier-sous-Aubenas fait aujourd'hui partie de la communauté de communes du Bassin d'Aubenas.

## Population et société

### Démographie
L'évolution du nombre d'habitants est connue à travers les recensements de la population effectués dans la commune depuis 1793. Pour les communes de moins de 10 000 habitants, une enquête de recensement portant sur toute la population est réalisée tous les cinq ans, les populations de référence des années intermédiaires étant quant à elles estimées par interpolation ou extrapolation. Pour la commune, le premier recensement exhaustif entrant dans le cadre du nouveau dispositif a été réalisé en 2004.

En 2022, la commune comptait 924 habitants, en évolution de −5,52 % par rapport à 2016 (Ardèche : +2,48 %, France hors Mayotte : +2,11 %).
| 1793 | 1800 | 1806 | 1821 | 1831 | 1841 | 1846 | 1851 | 1856 |
| ---- | ---- | ---- | ---- | ---- | ---- | ---- | ---- | ---- |
| 210  | 184  | 198  | 258  | 266  | 353  | 388  | 434  | 376  |

| 1861 | 1866 | 1872 | 1876 | 1881 | 1886 | 1891 | 1896 | 1901 |
| ---- | ---- | ---- | ---- | ---- | ---- | ---- | ---- | ---- |
| 378  | 404  | 386  | 405  | 395  | 364  | 401  | 387  | 388  |

| 1906 | 1911 | 1921 | 1926 | 1931 | 1936 | 1946 | 1954 | 1962 |
| ---- | ---- | ---- | ---- | ---- | ---- | ---- | ---- | ---- |
| 387  | 345  | 316  | 321  | 346  | 358  | 310  | 338  | 366  |

| 1968 | 1975 | 1982 | 1990 | 1999 | 2004 | 2006 | 2009 | 2014 |
| ---- | ---- | ---- | ---- | ---- | ---- | ---- | ---- | ---- |
| 425  | 783  | 840  | 751  | 731  | 725  | 723  | 798  | 934  |

| 2019 | 2022 | - | - | - | - | - | - | - |
| ---- | ---- | - | - | - | - | - | - | - |
| 926  | 924  | - | - | - | - | - | - | - |

### Enseignement

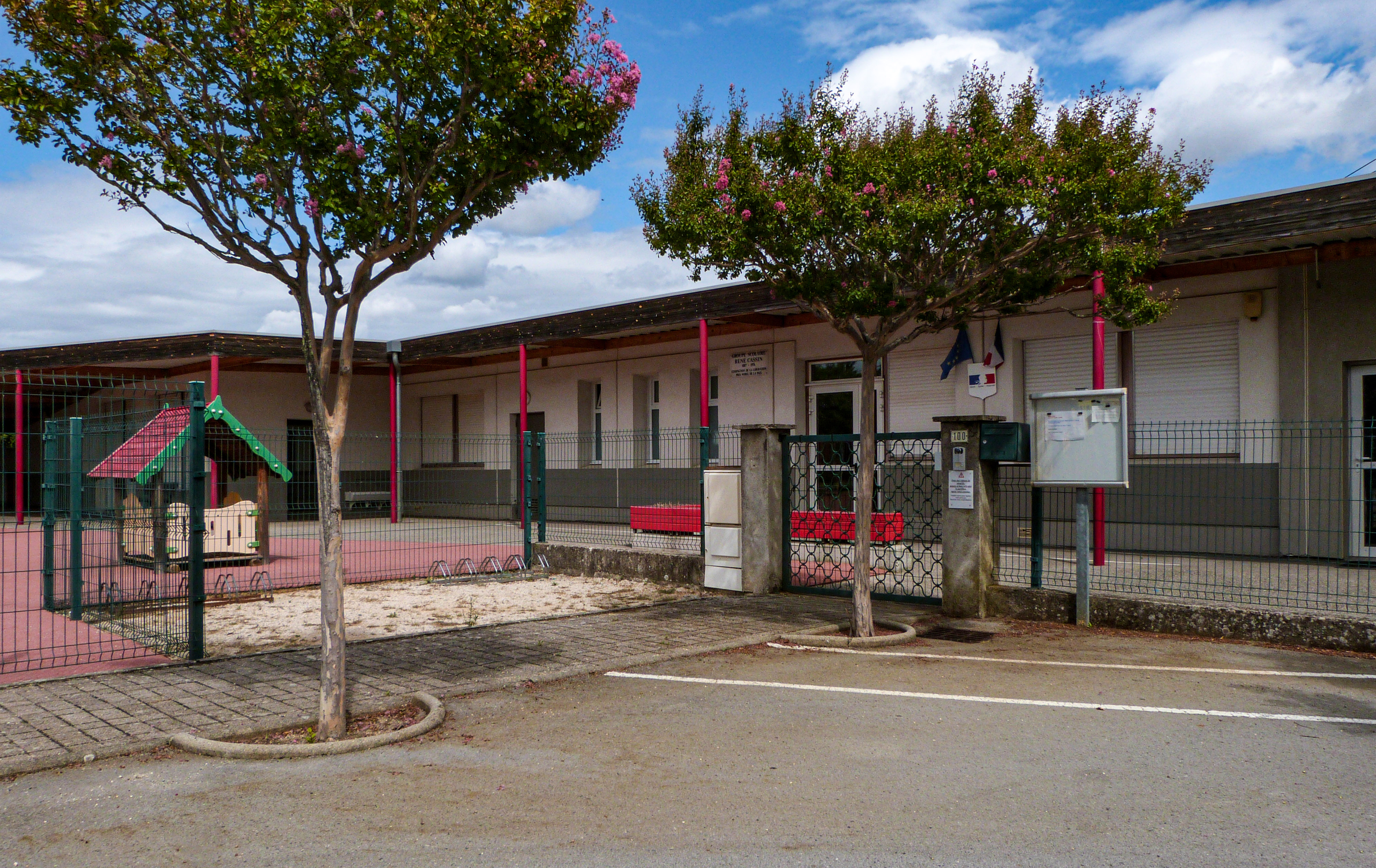
L'école René Cassin sur la commune.

Une école est présente sur la commune. Elle est rattachée à l'académie de Grenoble.

### Médias
La commune est située dans la zone de distribution de deux organes de la presse écrite :
- L'Hebdo de l'Ardèche

Il s'agit d'un journal hebdomadaire français basé à Valence et diffusé à Privas depuis 1999. Il couvre l'actualité de tout le département de l'Ardèche.
- Le Dauphiné libéré

Il s'agit d'un journal quotidien de la presse écrite française régionale distribué dans la plupart des départements de l'ancienne région Rhône-Alpes, notamment l'Ardèche. La commune est située dans la zone d'édition de Privas.

### Cultes
La communauté catholique et l'église de Saint-Didier d'Aubenas (propriété de la commune) sont rattachées à la paroisse de Saint Benoît d’Aubenas qui est, elle-même rattachée au diocèse de Viviers.

## Économie

### Tourisme
Camping au bord de l'Ardèche.

## Culture locale et patrimoine

### Lieux et monuments

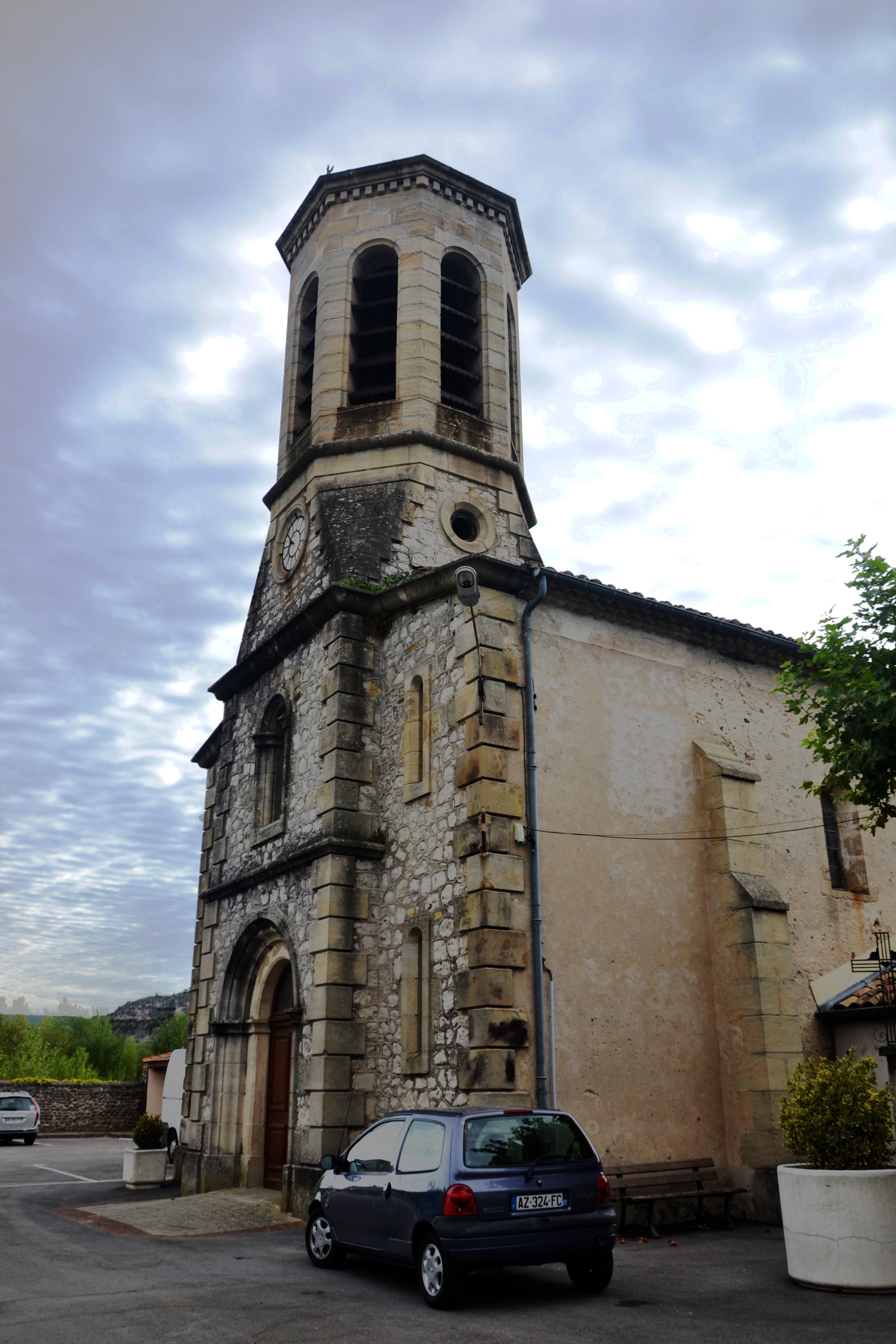
Clocher de l'église.

- Église Saint-Didier de Saint-Didier-sous-Aubenas.

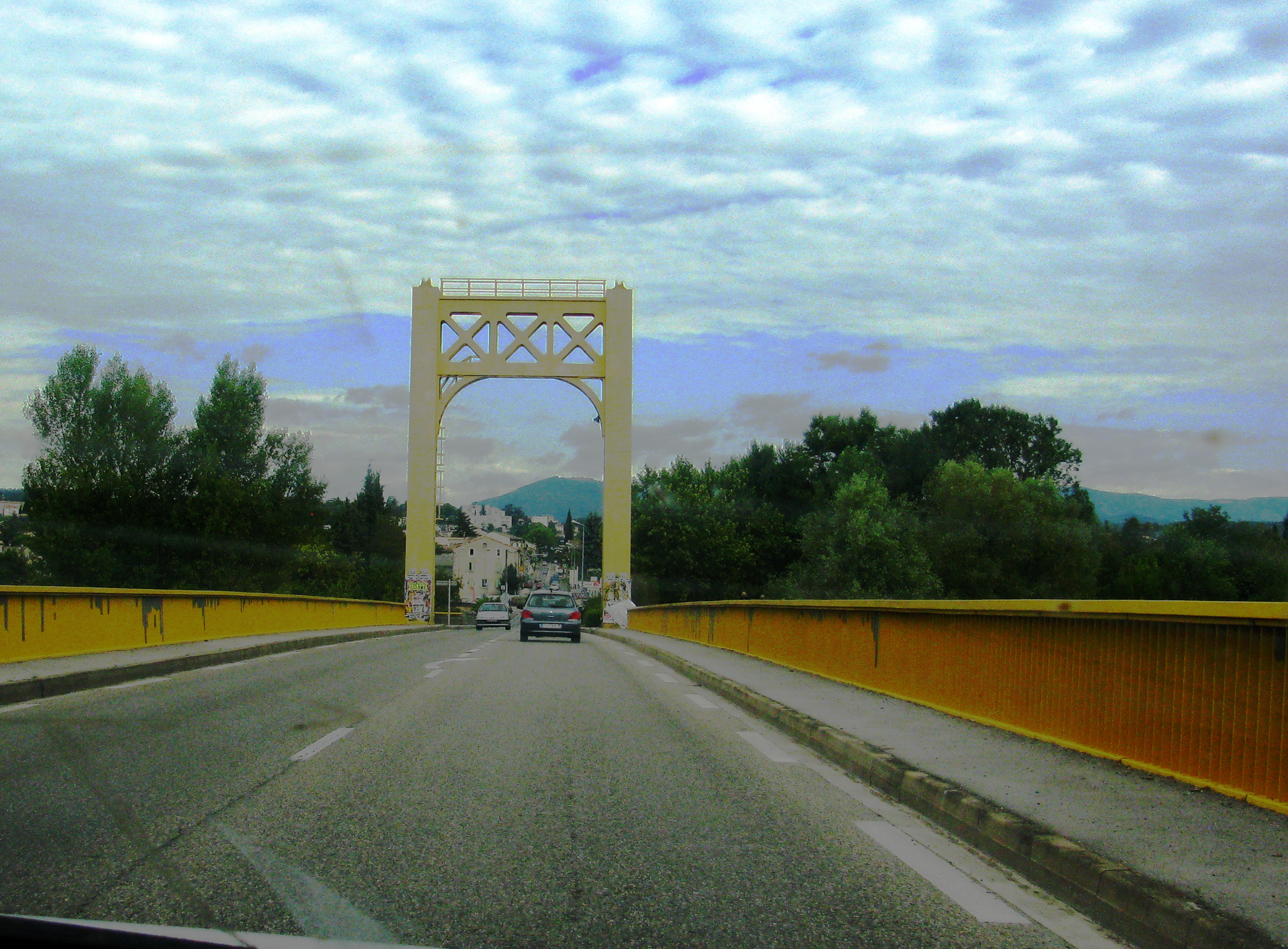
Le pont sur l'Ardèche de Saint-Didier-Sous-Aubenas en 2015.

### Héraldique
| Blason de Saint-Didier-sous-Aubenas | Blason  | D'azur à la fasce de gueules chargée de trois coquilles d'argent et accompagnée en chef d'une croisette d'or et en pointe d'un pélican du même. |
| Blason de Saint-Didier-sous-Aubenas | Détails | Blason de la famille de Valeton. Le statut officiel du blason reste à déterminer.                                                               |